# Watchtower II

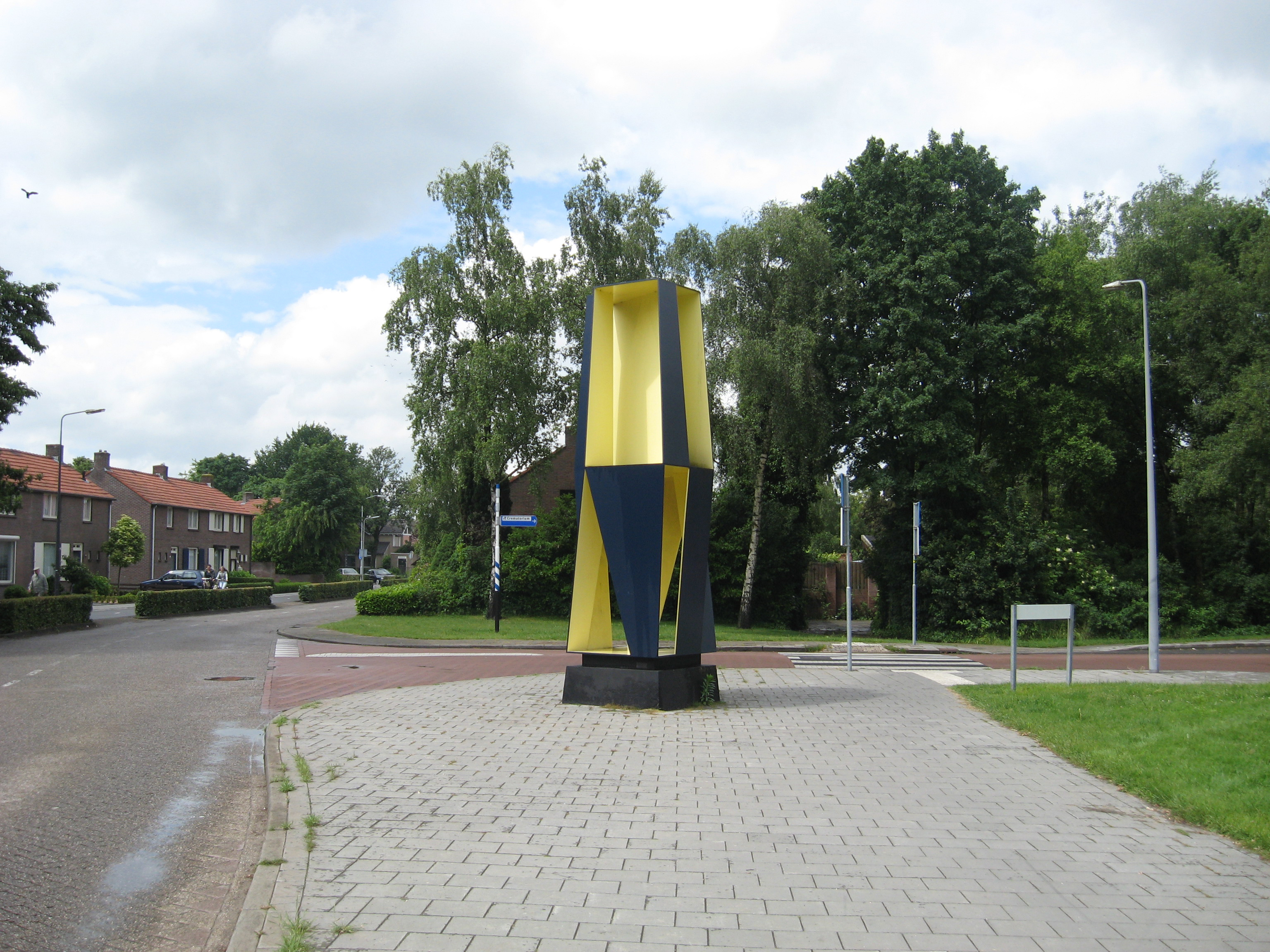
Het kunstwerk in 2012

Watchtower II is een kunstwerk van Ton van der Vleuten. Het kunstwerk staat aan de Hoff van Hollantlaan in Rosmalen. Het is een vervolg op de Watchtower, een kunstwerk die eveneens door Van der Vleuten is gebouwd in opdracht van de Fontys Hogeschool in Tilburg. Watchtower is vervaardigd in opdracht van de toenmalige gemeente Rosmalen. De gemeente 's-Hertogenbosch is eigenaar van het kunstwerk.
Het beeld is 4,50 meter hoog en 1,50 meter breed als diep. Het materiaal waarvan het gemaakt is, is gecoat staal. Het kunstwerk moet niet alleen een uitkijktoren voorstellen, maar zeker ook een blikvanger.